# Ryo Nakano
Ryo Nakano (japanisch 中野 龍 Nakano Ryo; * 27. Juni 1999 in der Präfektur Shizuoka) ist ein japanischer Fußballspieler.

## Karriere
Ryo Nakano erlernte das Fußballspielen in der Schulmannschaft der Shizuoka Gakuen School sowie in den Jugendmannschaften vom Shizuan FC und Narita United. Seinen ersten Vertrag unterschrieb er am 16. September 2018 beim FC Tiamo Hirakata. Der Regionalligist aus Hirakata spielte in der Kansai Soccer League. Hier trat der Verein in der Division 1 an. Anfang Januar 2019 wechselte er zu Albirex Niigata (Singapur). Der Verein, ein Ableger des japanischen Zweitligisten Albirex Niigata, spielte in der ersten singapurischen Liga, der Singapore Premier League. Sein Erstligadebüt gab Ryo Nakano am 2. März 2019 (1. Spieltag) im Auswärtsspiel gegen Geylang International. Hier wurde er nach der Halbzeitpause für Zamani Zamri eingewechselt. Geylang gewann das Spiel mit 1:0. Für Albirex stand er dreimal in der ersten Liga auf dem Spielfeld. Am 1. Februar 2020 wechselte er zum Edo All United FC.